# 上杉景信
上杉 景信（うえすぎ かげのぶ）は、戦国時代の越後国の武将。越後守護代長尾氏の一族・栖吉長尾家の出身だが、守護上杉氏の庶流である上条上杉家の名跡を継いだとみられている。16世紀半ばころに見られる「越の十郎」は景信を指すといわれていたが、最近の研究では景信の子である信虎を指すとする説が有力である。

## 略歴
「上田長尾系図」においては、上杉謙信の生母（青岩院）の父・長尾顕吉の孫とされる。顕吉の妻は上条上杉氏（好心贇公大禅尼）である。後に景信が上条上杉家を継承した関係から、顕吉が「上条入道」と称されたとする説もある。父は顕吉の子・長尾右京亮景明である。福聚山楞厳寺「越後長尾氏之次第」によれば父・景明の生母は上記の上条氏であるため、景信も上杉氏の血を引くことになる。別説では山本寺景定の弟の秀景が父ともいうが、山本寺景定も長尾氏の出身とされているため、いずれにしても長尾氏の一族だったらしい。
享禄4年（1531年）1月、越後国人の間で交わされた「越後衆連判軍陣壁書」に「十郎」の署名がみられる。十郎は上条上杉家の初代上杉清方が名乗った通称であるため、この「十郎」が景信を指すとすれば、このころまでには上条上杉家を継承していたとみられる。しかし、これは十郎定明を指すという説もある。永禄2年（1559年）10月、帰洛した上杉政虎（謙信）を祝うために太刀を献上した一人に「越の十郎殿」がいるが、これも景信を指す可能性がある。なお「上杉家御年譜」によれば、上杉氏を称するようになったのは子の信虎からであるという。
時期は不明だが、早ければ天正元年（1573年）ころには子の信虎に家督が継承されたとみられる。信虎はその後、上杉謙信・景虎に仕えたが御館の乱で戦没し、上杉十郎家の名跡は断絶した。その跡は景信の娘婿にあたる本庄繁長に与えられた。